# Drusilla borneoruficollis
Drusilla borneoruficollis (лат.) — вид жуков-стафилинид рода Drusilla из подсемейства Aleocharinae.

## Распространение
Юго-Восточная Азия: Сабах (остров Калимантан, Малайзия).

## Описание
Мелкие коротконадкрылые жуки, длина от 6,3 до 6,81 мм. Тело блестящее, переднеспинка и надкрылья слабо блестящие. Тело черновато-бурое, переднеспинка красноватая, надкрылья чёрные, усики черновато-бурые с двумя базальными члениками и основанием третьего желтовато-красные, голени и дистальная половина бёдер коричневые, базальная половина бёдер желтовато-красные, лапки красноватые. Второй членик усика короче первого, третий длиннее второго, четвертый-десятый длиннее ширины. Глаза относительно очень большие. Антенны относительно длинные. Переднеспинка длиннее ширины, с широкой центральной бороздкой. Голова относительно небольшая и округлая, с чётко выраженной шеей и с очень коротким затылочным швом, оканчивающимся проксимальнее щеки.

## Систематика
Вид был впервые описан в 2014 году итальянским энтомологом Роберто Пачэ (1935—2017). Новый вид также похож на Drusilla bruneiorum с Борнео, за исключением окраски надкрылий и брюшка и строения гениталий. Вид и род относят к подтрибе Myrmedoniina в составе трибы Lomechusini.